# Sportsdirektør
Sportsdirektør er en ledelsesstilling i en sportsforening. Sportsdirektørens beslutninger skal ofte godkendes af en direktør/formand eller en bestyrelse.